# James Robb Church
James Robb Church (ngày 1 tháng 1 năm 1866 – ngày 18 tháng 5 năm 1923) là Trợ lý Bác sĩ phẫu thuật của Lục quân Hoa Kỳ được trao tặng Huân chương Danh dự vì những hành động quả cảm hồi còn phục vụ trung đoàn Rough Riders trong Chiến tranh Tây Ban Nha–Mỹ. Ông cũng từng tham gia Thế chiến thứ nhất và viết sách về tác động của khí độc cũng như kinh nghiệm làm bác sĩ thời chiến của mình.

## Học vấn
Church tốt nghiệp Trường Đại học New Jersey (nay là Đại học Princeton) khóa năm 1888.

## Huân chương Danh dự
Church được trao tặng Huân chương Danh dự vì những hành động quả cảm tại trận Las Guasimas trong Chiến tranh Tây Ban Nha–Mỹ vào ngày 24 tháng 6 năm 1898.  Ông tiếp nhận huân chương của mình vào ngày 10 tháng 1 năm 1906 từ Tổng thống Theodore Roosevelt cũng từng là lính thuộc trung đoàn Rough Rider. Đây là lần đầu tiên Huân chương Danh dự do đích thân Tổng thống Mỹ trao tặng.

Ngoài việc anh dũng thi hành các nhiệm vụ liên quan đến chức vụ của mình, còn tự nguyện và hỗ trợ mà không có ai khác giúp đỡ để khiêng một số người bị thương nặng từ tiền tuyến về vị trí an toàn ở hậu phương, trong mỗi trường hợp đều phải gánh chịu trận hỏa lực rất nặng và mức độ nguy hiểm lớn lao.

## Thế chiến thứ nhất
Sau khi Chiến tranh Tây Ban Nha–Mỹ kết thúc, ông vẫn còn lưu lại trong quân đội, mang quân hàm Đại tá. Trước khi nước Mỹ tham gia Thế chiến thứ nhất, Church nhận lệnh đến Pháp với tư cách là quan sát viên và tùy viên của Quân đội Pháp. Khi nước Mỹ tham chiến cùng Đồng Minh, Church gia nhập biên chế của đội quân viễn chinh Hoa Kỳ.
Khi đang là quan sát viên ở Pháp, Church đã báo cáo về loại khí độc mới được đưa vào sử dụng trong chiến tranh. Bản thân ông phải chịu tác dụng đáng kể của loại khí độc này. Những bản báo cáo của Church và Charles Flandin tạo cơ sở cho việc hình thành Cục Chiến tranh Hóa học. Ông còn viết một quyển sách kể về kinh nghiệm làm bác sĩ thời chiến của mình có nhan đề The doctor's part, what happens to the wounded in war (Phần việc của bác sĩ, những gì xảy ra với thương binh trong chiến tranh).
James Robb Church qua đời ngày 18 tháng 5 năm 1923, và được chôn cất tại Nghĩa trang Quốc gia Arlington, Arlington, Virginia. Phần mộ của ông có thể được đặt tại Khu 3, Lô 1409-A.